# Atletiek op de Olympische Zomerspelen 2012 – 20 kilometer snelwandelen mannen

Officiële video

De 20 kilometer snelwandelen voor mannen op de Olympische Zomerspelen 2012 in Londen vond plaats op zaterdag 4 augustus 2012. Regerend olympisch kampioen was Valeri Bortsjin uit Rusland. Tijdens de wedstrijd viel hij uit, nadat hij wankelend in de hekken was gewandeld. Chen Ding uit China won de race, in een tijd van 1:18.46, vóór de Guatemalteek Erick Barrondo. Zijn zilveren medaille betekende de eerste olympische medaille ooit voor zijn vaderland Guatemala. Brons was voor een tweede deelnemer uit China, Wang Zhen.

## Records
Voorafgaand aan het toernooi waren dit het wereldrecord en het olympisch record.
| Wereldrecord     | Vladimir Kanajkin   | 1:17.16 | Saransk | 29 september 2007 |
| Olympisch record | Robert Korzeniowski | 1:18.59 | Sydney  | 22 september 2000 |

## Uitslag
| Rang   | Naam                   | Land             | Tijd    | Opmerkingen |
| ------ | ---------------------- | ---------------- | ------- | ----------- |
| Goud   | Chen Ding              | China            | 1:18.46 | OR          |
| Zilver | Erick Barrondo         | Guatemala        | 1:18.57 |             |
| Brons  | Wang Zhen              | China            | 1:19.25 |             |
| 4      | Cai Zilin              | China            | 1:19.44 |             |
| 5      | Miguel Ángel López     | Spanje           | 1:19.49 | PB          |
| 6      | Eder Sánchez           | Mexico           | 1:19.52 | SB          |
| 7      | Jared Tallent          | Australië        | 1:20.02 | SB          |
| 8      | Bertrand Moulinet      | Frankrijk        | 1:20.12 | PB          |
| 9      | Robert Heffernan       | Ierland          | 1:20.18 | SB          |
| 10     | Irfan Kolothum Thodi   | India            | 1:20.21 | NR          |
| 11     | João Vieira            | Portugal         | 1:20.41 | SB          |
| 12     | Dzianis Simanovich     | Wit-Rusland      | 1:20.42 | PB          |
| 13     | Iñaki Gomez            | Canada           | 1:20.58 | NR          |
| 14     | Erik Tysse             | Noorwegen        | 1:21.00 | SB          |
| 15     | Alexandros Papamichail | Griekenland      | 1:21.12 | NR          |
| 16     | Ivan Trotski           | Wit-Rusland      | 1:21.23 | SB          |
| 17     | Kim Hyun-Sub           | Zuid-Korea       | 1:21.36 | SB          |
| 18     | Isamu Fujisawa         | Japan            | 1:21.48 |             |
| 19     | Dawid Tomala           | Polen            | 1:21.55 |             |
| 20     | Eider Arevalo          | Colombia         | 1:22.00 |             |
| 21     | André Höhne            | Duitsland        | 1:22.02 |             |
| 22     | Juan Manuel Cano       | Argentinië       | 1:22.10 | NR          |
| 23     | Anton Kučmín           | Slowakije        | 1:22.25 | PB          |
| 24     | Grzegorz Sudoł         | Polen            | 1:22.40 |             |
| 25     | Takumi Saito           | Japan            | 1:22.43 |             |
| 26     | Trevor Barron          | Verenigde Staten | 1:22.46 |             |
| 27     | Nazar Kovalenko        | Oekraïne         | 1:22.54 |             |
| 28     | James Rendon           | Colombia         | 1:22.54 | SB          |
| 29     | Rafał Augustyn         | Polen            | 1:23.17 |             |
| 30     | Ruslan Dmytrenko       | Oekraïne         | 1:23.21 |             |
| 31     | Byun Young-Jun         | Zuid-Korea       | 1:23.26 |             |
| 32     | Máté Helebrandt        | Hongarije        | 1:23.32 | PB          |
| 33     | Gurmeet Singh          | India            | 1:23.34 |             |
| 34     | Isaac Palma            | Mexico           | 1:23.35 |             |
| 35     | Georgiy Sheiko         | Kazachstan       | 1:23.52 |             |
| 36     | Yusuke Suzuki          | Japan            | 1:23.53 | SB          |
| 37     | Andrey Krivov          | Rusland          | 1:24.17 |             |
| 38     | Chris Erickson         | Australië        | 1:24.19 |             |
| 39     | Caio Bonfim            | Brazilië         | 1:24.45 |             |
| 40     | Marius Žiūkas          | Litouwen         | 1:24.45 |             |
| 41     | Yerko Araya            | Chili            | 1:25.27 | SB          |
| 42     | Giorgio Rubino         | Italië           | 1:25.28 |             |
| 43     | Baljinder Singh        | India            | 1:25.39 |             |
| 44     | Mauricio Arteaga       | Ecuador          | 1:25.51 |             |
| 45     | Arnis Rumbenieks       | Letland          | 1:26.26 |             |
| 46     | Ever Palma             | Mexico           | 1:26.30 |             |
| 47     | Ivan Losyev            | Oekraïne         | 1:26.50 |             |
| 48     | Predrag Filipović      | Servië           | 1:27.22 |             |
| –      | Valeri Bortsjin        | Rusland          | –       | DNF         |
| –      | Álvaro Martín          | Spanje           | –       | DNF         |
| –      | Park Chil-Sung         | Zuid-Korea       | –       | DNF         |
| –      | Ebrahim Rahimian       | Iran             | –       | DNF         |
| –      | Adam Rutter            | Australië        | –       | DNF         |
| –      | Hassanine Sebei        | Tunesië          | –       | DNF         |
| –      | Vladimir Kanajkin      | Rusland          | –       | DQ          |
| –      | Luis Fernando López    | Colombia         | –       | DQ          |

OR = Olympisch record;
NR = Nationaal record;
PB = Persoonlijke besttijd;
SB = Seizoensbesttijd;
DNF = Niet gefinisht;
DQ = Gediskwalificeerd.